# Cumpas
Cumpas é um município do estado de Sonora, no México.